# 1170 Siva
1170 Siva, ou sua designação alternativa 1930 SQ, é um asteroide cruzador de Marte. Ele possui uma magnitude absoluta de 12,43 e tem um diâmetro com cerca de 10,37 quilômetros.

## Descoberta e nomeação
1170 Siva foi descoberto no dia 29 de setembro de 1930 pelo astrônomo belga Eugène Joseph Delporte através do observatório de Uccle (Bélgica). O asteroide recebeu o nome em homenagem a Shiva, uma das principal divindade hindu.

## Características orbitais
A órbita de 1170 Siva tem uma excentricidade de 0,3000779, possui um semieixo maior de 2,3256877 UA e tem um período orbital de 1296 dias. O seu periélio leva o mesmo a uma distância de 1,6278003 UA em relação ao Sol e seu afélio a 3,024 UA.